# Нулло, Франческо
Франче́ско Ну́лло (итал. Francesco Nullo; 1 марта 1826, Бергамо, Ломбардо-Венецианское королевство — 5 мая 1863, Кшикавка, Царство Польское, Российская империя) — итальянский масон и офицер, полковник, участник движения за объединение Италии в единое государство.
Во время Австро-итальянской войны был добровольцем в корпусе ломбардских волонтёров. Под командованием Джузеппе Гарибальди участвовал в экспедиции тысячи. В составе итало-франко-польского легиона под командованием Юзефа Миневского участвовал в Январском восстании (1863 — 1864) и был убит в бою под Кшикавкой.

## Биография

### Детство и юность
Франческо Нулло родился в Бергамо 1 марта 1826 года в многодетной семье. Отец его Арканджело Нулло был богатым текстильным промышленником. Мать — Анджела, урождённая Маньо, была второй женой отца. Учился в местных школах. С 1837 по 1840 год обучался в епархиальной гимназии в городе Челано. Затем продолжил образование в Милане, где изучал инженерные и финансовые дисциплины.

### Участие в Рисорджименто
Вместе с братьями участвовал в восстании 1848 года в Милане против австрийских оккупантов. Во время Австро-итальянской войны записался в корпус ломбардских волонтёров в составе сардинской армии. Во время перемирия Саласко хотел присоединиться к добровольцам под командованием Джузеппе Гарибальди, но не смог и остался в ломбардском полку армии Сардинского королевства. В сентябре 1848 года он был принят в артиллерийский корпус сардинской армии в звании второго лейтенанта, но вскоре подал в отставку и примкнул к гарибальдийцам в Риме, где была провозглашена республика. В это время Франческо окончательно стал сторонником республиканского типа государственного устройства. Он вошёл в состав «уланов смерти» под командованием полковника Анджело Мадзины. После падения Римской Республики сохранил верность Джузеппе Гарибальди.
Отличился во время партизанской войны, которую вели добровольцы. Получил звание лейтенанта-интенданта. После Джузеппе Гарибальди отправил его посланником к капитанам Республики Сан-Марино, где тот договорился о прохождении колонны гарибальдийцев по их территории. После роспуска армии добровольцев последовал за Джузеппе Гарибальди до его заключения в крепости в Пьяллаца. Бежал в Лигурию, откуда вернулся на родину в Ломбардию, где несколько месяцев скрывался в селении Каприно-Бергамаско. 11 ноября 1849 года был арестован. За неимением достаточных доказательств, австрийцы приговорили его к трём месяцам заключения.
После освобождения некоторое время участвовал в развитии семейного дела. С 1850 по 1859 год часто бывал за границей по коммерческим интересам. Во время поездок установил широкую сеть контактов. В 1853 году открыл текстильную фабрику в Клузоне. В 1857 году основал фирму «Франческо Нулло и компания», которая в том же году была удостоена серебряной медали на Провинциальной выставке промышленных компаний в Бергамо. В это же время у него появилась личная жизнь: Франческо полюбил девушку, которую звали Челестина Белотти; он хранил ей верность всю жизнь.
С началом новой войны за объединение Италии вступил добровольцем в Общество охотников-проводников в Альпах. В составе сардинской армии поддержал гарибальдийцев во время освобождения Бергамо 8 июня 1859 года. После снова присоединился к Джузеппе Гарибальди, с которым воевал в Романье и на Сицилии. В ноябре, с прекращением боевых действий, вернулся к занятию бизнесом. Участвовал в «Экспедиции Тысячи» против Королевства обеих Сицилий. Во время похода проявил особое мужество в ряде сражений, например, при взятии Палермо. Получил звание первого лейтенанта, затем капитана. Тогда же стал масоном. Участвовал в партизанской войне в Калабрии. Отличился при взятии Реджо-ди-Калабрии и пленения генерала Филено Бриганти, после чего сопровождал Джузеппе Гарибальди во время въезда в Неаполь 7 сентября 1860 года.
1 октября 1860 года был произведен в полковники. Во время недолгого нахождения в Бергамо восстановился в сардинской армии и в августе 1861 года получил звание подполковника кавалерии. Франческо наградили памятной медалью «Экспедиции Тысячи» на Сицилию и Савойским военным орденом. После роспуска южной армии под командованием Джузеппе Гарибальди в марте 1862 года снова подал в отставку и присоединился к гарибальдийцам.

### Участие в Январском восстании

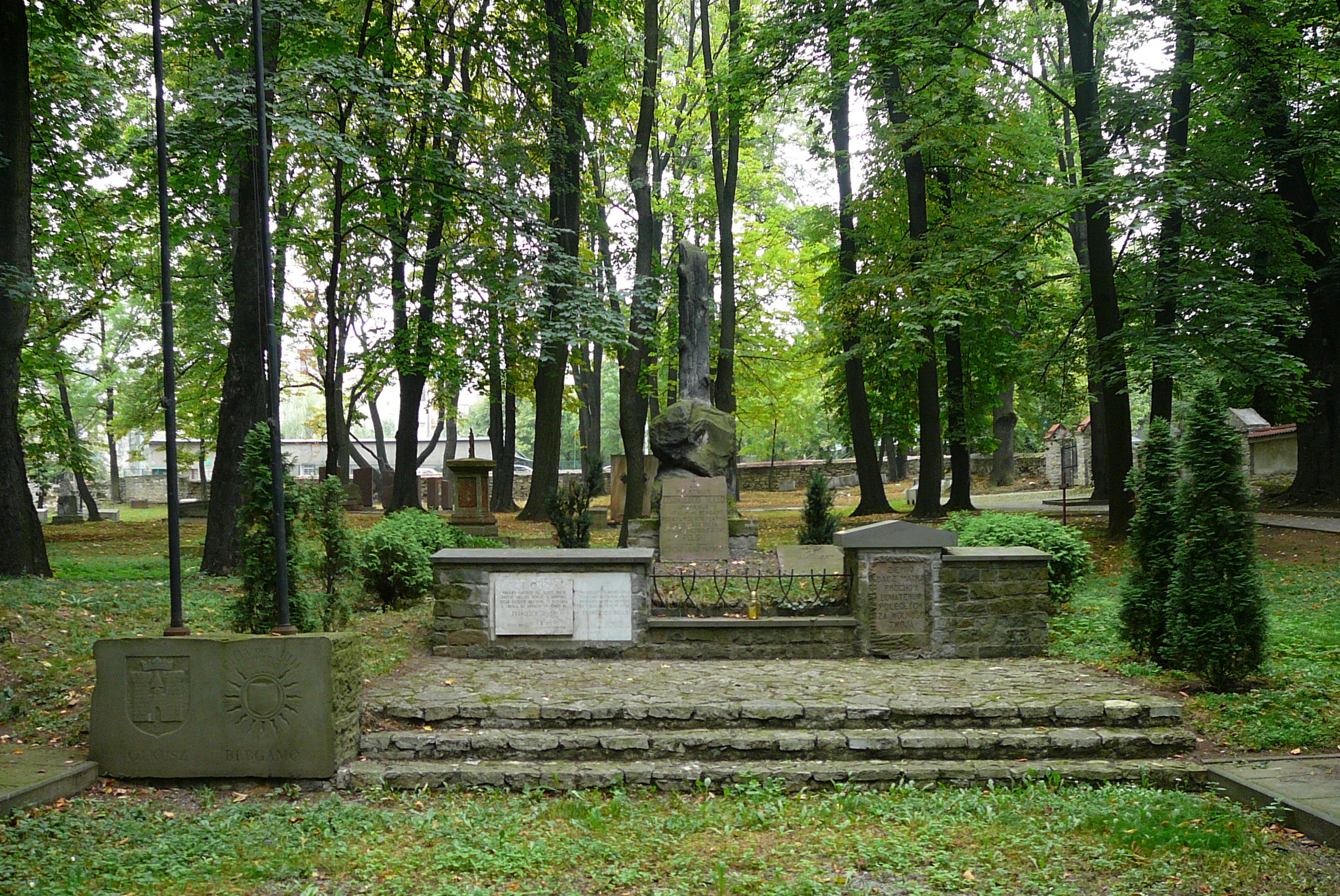
Могила Франческо Нулло

В 1863 году возглавил итало-польский легион — группу гарибальдийцев общим числом около 30 человек, присоединившихся к польскому восстанию 1863 года. В апреле того же года прибыл в Краков. Там гарибальдийцы вели себя крайне неосторожно, открыто маршируя по улицам. 3 мая он пересек российскую границу в районе Кшешовице и присоединился к польским повстанцам, находящимся под командованием полковника Юзефа Миневского, который также присвоил Нулло звание полковника повстанческих войск. 5 мая его отряд был разбит русскими войсками под командованием князя Шаховского в бою под Кшикавкой. Сам Франческо Нулло был убит, когда бросился в атаку, выбежав из леса, где укрывался его отряд. Его личный адъютант, капитан Стефано Маркетти, также был тяжело ранен в этом сражении и скончался спустя два дня. Франческо Нулло был похоронен в Олькуше.

### Память
Именем Франческо Нулло названы несколько улиц и школ в Польше и Италии. Композитор Джованни Боттезини посвятил ему «Похоронную фантазию для большого оркестра памяти полковника Нулло» (итал. Fantasia funebre a grande orchestra alla memoria del colonnello Nullo). Имя «Франческо Нулло» носил эскадренный миноносец флота Итальянского королевства.